# Соціологія театру
Соціоло́гія теа́тру — це дисципліна, яка цікавиться способом створення вистави та тим, як її сприймають групи людей (колективне сприймання) і яку обговорюють емпірично (наприклад, щодо соціодемографічної структури публіки) або розглядають в розрізі «інтегрованого культурного капіталу» (Бурдьє) глядача.

## Завдання
Завдання соціології полягає не в з'ясуванні взаємовідношень твору й економічної інфраструктури, а радше в оцінці зв'язку твору (текстуального чи сценічного) з ідеологічними концепціями групи людей, соціального класу, історичного моменту. Програма Гурвіча (1956), яку розвивали Дювіньйо (1965) і Шевцова (1993),не втратила актуальності й досі:
* вивчення складу публіки з метою «розуміння її різноманітності, різних рівнів когезії, важливості трансформації в соціум» (Gurwitch,1956 :202);
* аналіз суто театральної вистави як такої, що триває в певному суспільному кадрі;
* вивчення групи акторів як трупи, а в ширшому контексті — як фаху;
*аналіз взаємовідношення між функцією (текстуальною та сценічною) і суспільством, у якому ця фікція була створена та сприйнята;
* порівняння можливих функцій театру залежно від стану суспільства на певному етапі його розвитку.
Соціологія досягає успіху, зіставляючи свої висновки з висновками з висновками естетики сприймання, Яусс(Jauss,1978) виявляючи горизонти очікування публіки, "театральну систему передумов сприймання " де Марініс (de Marinis, 1987 : 88) і, зокрема, естетичний досвід глядача Паві(Pavis,1996), не нехтуючи герменевтичними міркуваннями про умови розуміння та експериментування з виходом на рівень антропології глядача й вистави.

## Дивись також
- Театр
- Соціологія
- Твір
- Герменевтика